# جسر شورى
جسر شورى هو جسر مائي يربط البر الرئيسي بجزيرة شورى الجزيرة الرئيسية في مشروع البحر الأحمر، يُعد أطول جسر مائي في المملكة العربية السعودية، حيث يبلغ طوله 3.3 كلم، أعلنت عن افتتاحه شركة البحر الأحمر للتطوير في أكتوبر 2022.